# Залога Міннерії

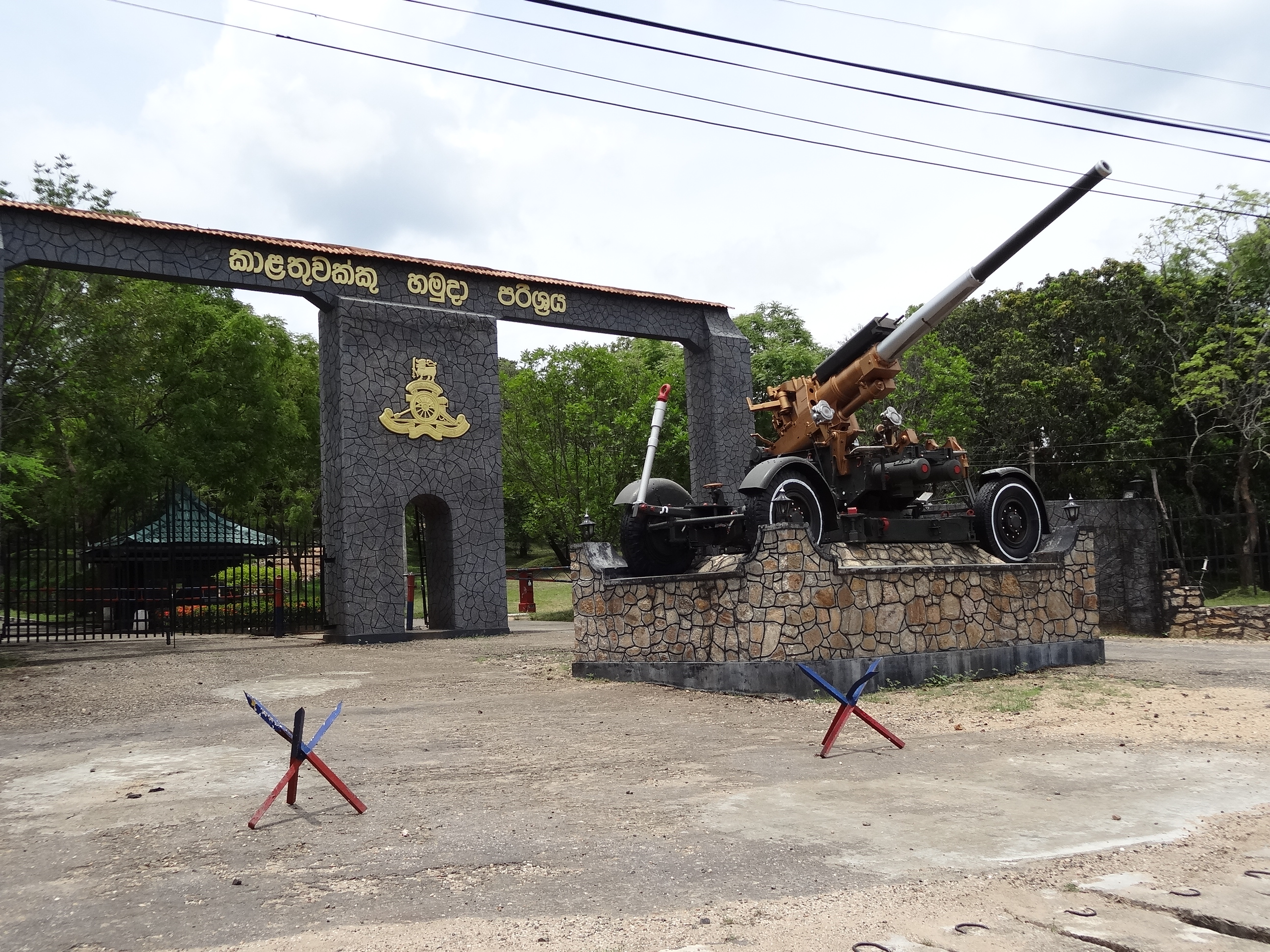
Артилерійський комплекс залоги

Зало́га Міннерії — назва, що взагальнює кілька військових баз Шрі-Ланки, розташованих поряд із містом Міннерія в підрозділах ОС Хінгуракгода в окрузі Полоннарува в Північно-Центральній провінції країни. Мається низка навчальних і тренувальних центрів армії. Зокрема, Центер готування піхоти (англ. Infantry Training Centre). Також дислокується підрозділ артилерії Шрі-Ланки. Неподалік залоги функціонує авіабаза ВПС Шрі-Ланки SLAF Hingurakgoda.